# Manuel Cerveró i Chiva
Manuel Cerveró i Chiva (Sabadell, 8 de maig de 1923 - Sabadell, 18 de gener de 2008) fou un futbolista català de les dècades de 1940 i 1950.

## Trajectòria
Començà la seva carrera l'any 1944 al CE Sabadell, club amb el qual jugà dues temporades a primera divisió. L'any 1948 fou fitxat pel FC Barcelona, on jugà dues temporades també a Primera. No gaudí de molts minuts i només va disputar 5 partits de lliga. Entre 1950 i 1953 jugà tres temporades a la UE Lleida, una d'elles a Primera. A continuació jugà al CE Mataró, al CE Mercantil i novament al CE Sabadell.

## Palmarès
- Lliga espanyola:
  - 1948-49
- Copa Llatina:
  - 1948-49
- Copa Eva Duarte:
  - 1948